# Medal imienia Adama Grucy
Medal im. Adama Grucy  – medal ustanowiony przez Polskie Towarzystwo Ortopedyczne i Traumatologiczne w 1984 na cześć Adama Grucy jako wyraz uznania dla osób  mających wybitne osiągnięcia naukowe oraz badawcze w zakresie ortopedii i traumatologii narządu ruchu. Medal nadawany jest przez kapitułę, w skład której wchodzą członkowie ścisłego Zarządu Głównego PTOiTr. oraz aktualnie urzędujący Kierownik Katedry i Kliniki Ortopedii i Traumatologii Narządu Ruchu Akademii Medycznej w Warszawie, który pełni z urzędu funkcję Kanclerza Kapituły. Medal, wykonany jest z brązu ma kształt krążka o średnicy 70 mm.
Wyróżnieni medalem:
- Janusz Bielawski
- Stefan Bołoczko
- Tomasz Goryński
- Andrzej Górecki
- Antoni Hlavaty
- Andrzej Kalewski
- Alicja Kiepurska-Branicka
- Jerzy Kiwerski
- Romuald Kreczko
- Zbigniew Krynicki
- Wojciech Kuś
- Stefan Malawski
- Witold Marciniak
- Krzysztof Modrzewski
- Witold Ramotowski
- Józef Szczekot
- Witold Szulc
- Donat Tylman
- Andrzej Wall
- Ignacy Wośko
- Bogdan Wróblewski
- Krystian Żołyński